# Philip C. Jessup International Law Moot Court Competition
Konkurs Philip C. Jessup International Law Moot Court Competition, często nazywany w skrócie Jessup, jest największym oraz najbardziej prestiżowym konkursem prawniczym typu moot court na świecie. Co roku w konkursie biorą udział przedstawiciele ponad 700 wydziałów prawa z prawie 90 różnych krajów świata. 
Konkurs polega na symulacji postępowania sądowego przed Międzynarodowym Trybunałem Sprawiedliwości. Uczestnicy przygotowują memoriale, a następnie bronią swoich racji przed trzyosobowym panelem sędziowskim. Konkurs został nazwany Jessup w celu upamiętnienia amerykańskiego sędziego MTSu Philippa Jessupa. Rundy międzynarodowe konkursu odbywają się co roku w Waszyngtonie. Jeżeli w danym kraju zarejestrują się co najmniej dwie drużyny, to wówczas przeprowadzane są rundy eliminacyjne krajowe mające na celu wyłonienie reprezentanta kraju na rundach międzynarodowych. Światowym organizatorem konkursu jest International Law Students Association. Międzynarodowa kancelaria White & Case jest globalnym sponsorem konkursu. 
Rundy krajowe w Polsce organizowane są od 2002 roku, ale studenci z Polski uczestniczą w nich już od 1983 roku. Polskie rundy krajowe 57 edycji konkursu odbyły się w dniach 10-12 lutego 2016 r. w Sądzie Najwyższym. Zwycięzcą rund krajowych została reprezentacja Uniwersytetu Warszawskiego, natomiast drużyna Uniwersytetu Jagiellońskiego, która zajęła drugie miejsce, również wzięła udział w rundach międzynarodowych jako tzw. exhibition team. Krajowymi organizatorami konkursu są kancelarie White & Case oraz Woźniak Legal.
W 2021 roku wobec światowej pandemii koronawirusa konkurs odbył się w całości zdalnie. Awans do rund zaawansowanych międzynarodowych White & Case wywalczyła drużyna reprezentująca Uniwersytet Jagielloński. Drużyna zajęła w konkursie najwyższe w historii startów 50. miejsce w konkursie oraz 38. miejsce w kategorii pism procesowych.
Obecnym administratorem krajowym konkursu jest Adrian Andrychowski, który za sukcesy w organizacji rund krajowych został nagrodzony prestiżową nagrodą im. Stevena Schneebauma.
| Rok  | Zwycięzca rund krajowych | II miejsce               | Liczba zarejestrowanych drużyn |
| ---- | ------------------------ | ------------------------ | ------------------------------ |
| 2015 | Uniwersytet Łódzki       | Uniwersytet Jagielloński | 4                              |
| 2016 | Uniwersytet Warszawski   | Uniwersytet Jagielloński | 8                              |
| 2017 | Uniwersytet Łódzki       | Uniwersytet Jagielloński | 7                              |
| 2018 | Uniwersytet Łódzki       | Uniwersytet Jagielloński | 4                              |
| 2019 | Uniwersytet Łódzki       | Uniwersytet Warszawski   | 4                              |
| 2020 | Uniwersytet Jagielloński | Uniwersytet Warszawski   | 5                              |